# Драматургия
Драматургия се нарича изкуството на театралната композиция и представянето на основните драматични елементи на сцена. Някои автори работят както върху сценария, така и върху драматургията. Други работят съвместно със специалисти, наречени драматурзи, при адаптирането на даден сценарий за сцената. Съществува както театрална драматургия, така и филмово и телевизионно адаптиране на даден сценарий за филм, реклама или телевизионно предаване в киното и телевизията от специалиста драматург.